# Ramprasad Sen
Sadhak Rāmprasād Sen (en bengalí: রামপ্রসাদ সেন; c. 1718 o c. 1723 – c. 1775) fue un santo y poeta sakti bengalí del siglo XVIII. Sus poemas bhakti, conocidos como Ramprasadi, siguen siendo populares en Bengala, están generalmente dirigidos a la diosa hindú Kali y están escritos en bengalí.

## Biografía
Los relatos sobre la vida de Ramprasad suelen incluir leyendas y mitos, mezclados con detalles biográficos. Parece haber nacido en una familia Tántrica. De niño mostró inclinación hacia la poesía. Fue discípulo de Krishnananda Agamavagisha, un estudioso del Tantra y yogui. Ramprasad se hizo conocido por sus canciones religiosas y llegó a convertirse en poesta de la corte del Raja Krishnachandra de Nadia. Su vida ha sido objeto de muchas historia a partir de la devoción que sentía por la diosa Kali. La obra literaria de Ramprasad incluye Vidyasundar, Kali-kirtana, Krishna-kirtana y Shaktigiti.
Ramprasad es especialmente conocido por haber creado una nueva forma de composición que combina el estilo folklórico bengalí de la música Baul, con melodías clásicas y kirtan. El nuevo estulo arraigó en la cultura bengalí. Sus canciones siguen cantándose en el presente, a través de una colección popular llamada Ramprasadi Sangit ("Canciones de Ramprasad"), que se venden en los templos sakti y en las pithas de Bengala.